# Étienne François d'Aligre
Pour les articles homonymes, voir Étienne d'Aligre et famille d'Aligre.
Étienne François d'Aligre, comte de Marans puis marquis d'Aligre (à Marans), est un magistrat français né à Paris en 1727 et mort à Brunswick le 21 février 1800.

## Biographie
Descendant de la célèbre Aligre qui avait donné à la France deux Chanceliers et Gardes des Sceaux (le père et le fils, fait unique dans l'Histoire), fils d'Étienne Claude d'Aligre (1694-1752), président à mortier au parlement de Paris, il fut reçu conseiller au Parlement de Paris en 1745 et devint président à mortier en 1752 et Premier président de 1768 à 1771 et de 1774 à 1788.
Lorsqu'il était encore Président à mortier, Laverdy le proposa au Roi pour la place de premier président du parlement de Paris. Le Roi fut étonné du choix d'un homme si jeune pour une fonction si importante. Il la lui donna quand même, et le marquis d'Aligre la conserva jusqu'en 1788 et eut plusieurs fois l'occasion de se montrer magistrat intègre et éclairé. Étienne d'Aligre eut la lourde charge de juger la fameuse Affaire du Collier. Il ne craignit pas en effet de censurer les impôts et les mesures arbitraires du gouvernement.
Défenseur souvent borné des prérogatives du Parlement, il fut exilé dans sa terre de Tremblay en 1771, lors de la réforme judiciaire du chancelier Maupeou. Il revint en 1774 lorsque Louis XVI rappela les Parlements et reprit son obstruction aux réformes, notamment fiscales. Haïssant la Cour et les ministres réformateurs, il est considéré par certains comme l'un des artisans de l'échec des réformes de Calonne et de Loménie de Brienne.
Il fit notamment une vive opposition à Necker et s'efforça d'empêcher la convocation des états généraux. Ne croyant pas ses conseils écoutés par le Roi, il donna sa démission en novembre 1788. L'ancien président faillit périr le 14 juillet 1789, le jour de la prise de la Bastille en même temps que Bertier et Foullon. Sous la Révolution, il se hâta de rassembler une partie de son immense fortune et émigra, d'abord à Bruxelles, puis en Angleterre à Londres avec sa famille, et enfin à Brunswick où il mourut. Il ne s'occupait plus alors, que de spéculations financières qui le firent à cette époque, l'un des hommes les plus riches du moment.
La date de son décès, que l'on a longtemps placé en 1798 ou 1800, selon les sources, doit être fixée au 21 février 1800, indication figurant sur sa pierre tombale.
Aligre amassa une fortune considérable. Selon M. Provost dans le dictionnaire biographique de Roman d'Amat : « Il avait, disait-on, cinq millions de capitaux dans la banque à Londres et disposait de 700 000 livres de revenu ; les présidents étant associés à toutes les affaires comportant des épices, il aurait touché, en dix-sept ans, des vacations représentant quatre cents années de travail. »
Il consacra une partie importante de sa fortune à restaurer son château de Baronville, dans l'actuelle Eure-et-Loir, et à en reconstituer les anciens jardins.
Il fut greffier de l’ordre du Saint-Esprit du 12 au 20 juillet 1770.
Il épousa Anne Catherine de Bauldry de Villaines (1735-1797), dont : 
- Étienne Jean François (1770-1847), marquis d'Aligre ;
- Catherine (°1772), marquise de Boissy en 1789 par son mariage avec Hilaire Rouillé du Coudray (1765-1840).

## Postérité
Le 26 février 1867, la mairie de Paris a inauguré la rue d'Aligre et la place du même nom.